# 阿周那

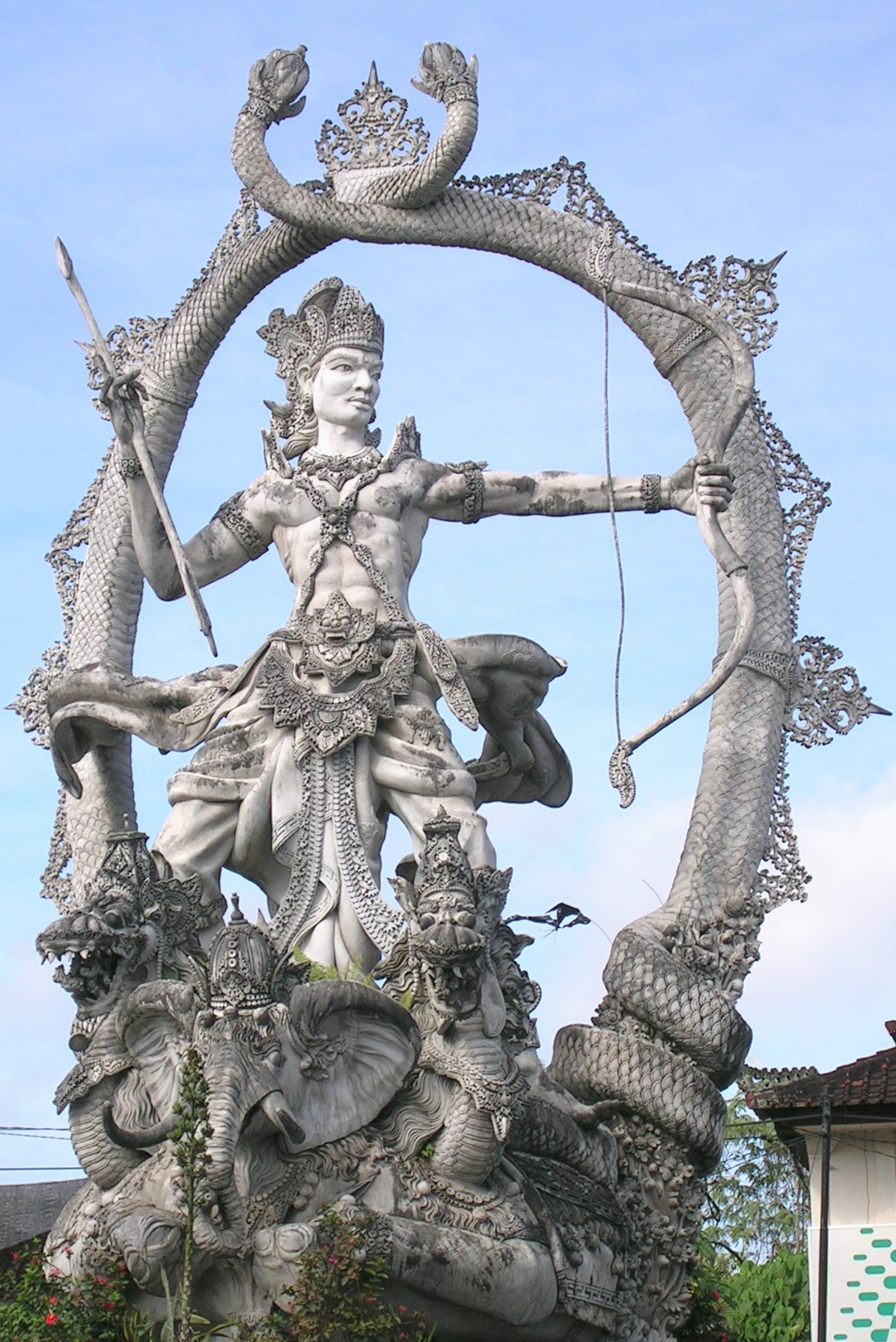
峇里一條街道的阿周那像

阿周那（IAST：Arjuna），又作阿尔诸纳及阿朱那及阿晝奈，古印度史诗摩诃婆罗多中的核心人物之一，亦于薄伽梵譚中出场。其父母分别为众神之主因陀羅与貢蒂（为俱卢王般度之首位妻子）。在其前世的生涯中，其名为那罗（Nara），为毗湿奴化身之圣人那罗延的一生挚友。
《摩诃婆罗多》中普遍被认为最重要的一部分《薄伽梵歌》便是阿周那与化身为其车夫的黑天（毗湿奴的一个化身）进行的对话。

## 词源与别名
阿周那之名意为“白色”或“银色”，亦有“洁净”之意。
据《夺牛篇》所载，阿周那共有九个别名：
- 翼月生（फाल्गुन）：翼宿（即颇勒古尼）为其运星；

- 吉湿奴（जिष्णु，意为“赢郎”）：阿周那南征北战，克敌制胜；

- 有冠者（किरीटिन्）：阿周那与檀那婆作战时，因陀罗予其一顶金冠；

- 驾驭白马者（श्वेतवाहन）：阿周那作战时常驭白马；

- 毗跋蔟[註 1]（意为“厌恶者”）：阿周那作战时从不做令人厌恶之事；

- 维阇耶[註 2]（意为“胜利”）：阿周那在作战时，若未战胜敌人，绝不返回；

- 黑王子（कृष्ण）：阿周那肤色黝黑，因陀罗颇为爱之；

- 左手开弓者（सव्यसाचिन्，意为“左右开弓”）：阿周那之双手都可拉开神弓甘提婆；

- 胜财：阿周那战胜诸多国家并抢夺其财产。[2]

## 圖集

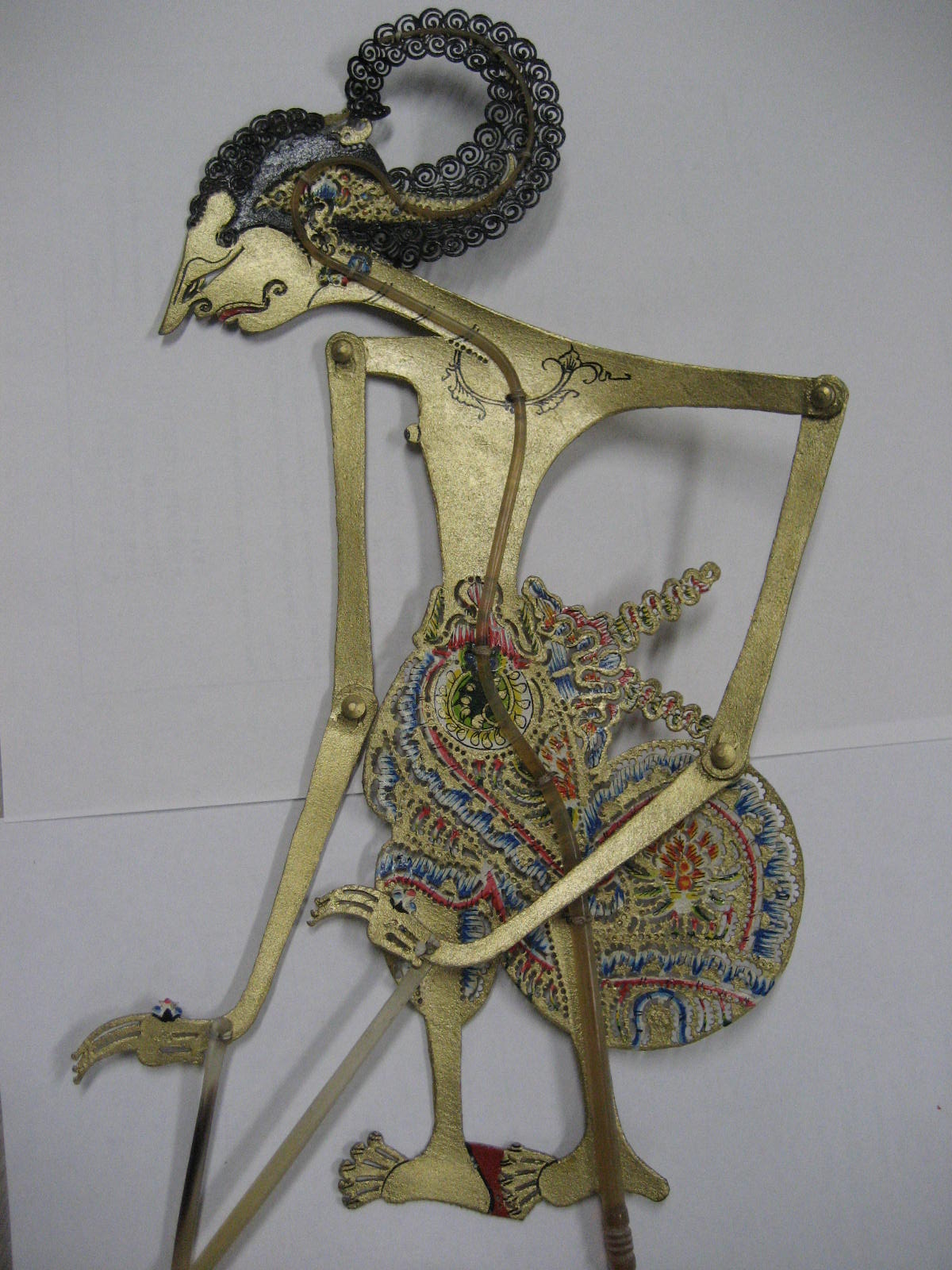
哇揚皮影偶戲中的阿周那形象
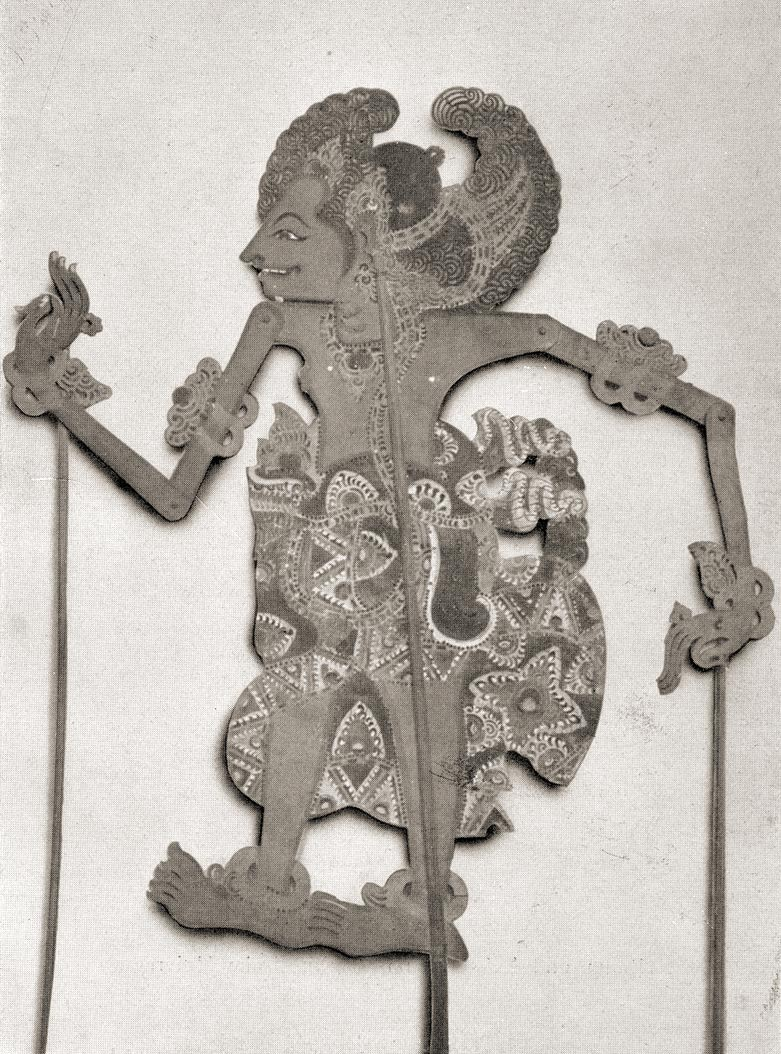
巴厘皮影偶戲中的阿周那形象
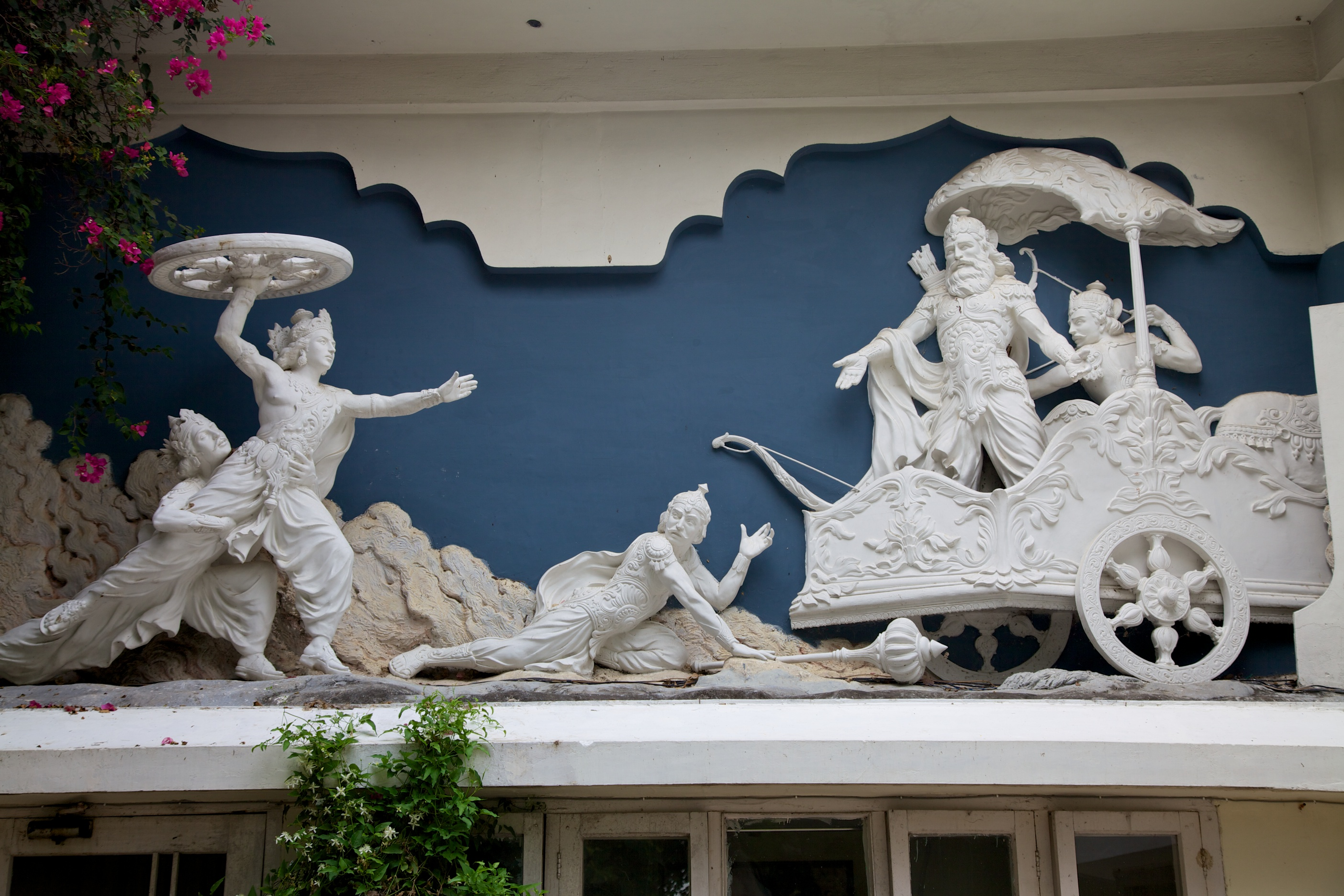
阿周那和黑天的雕像
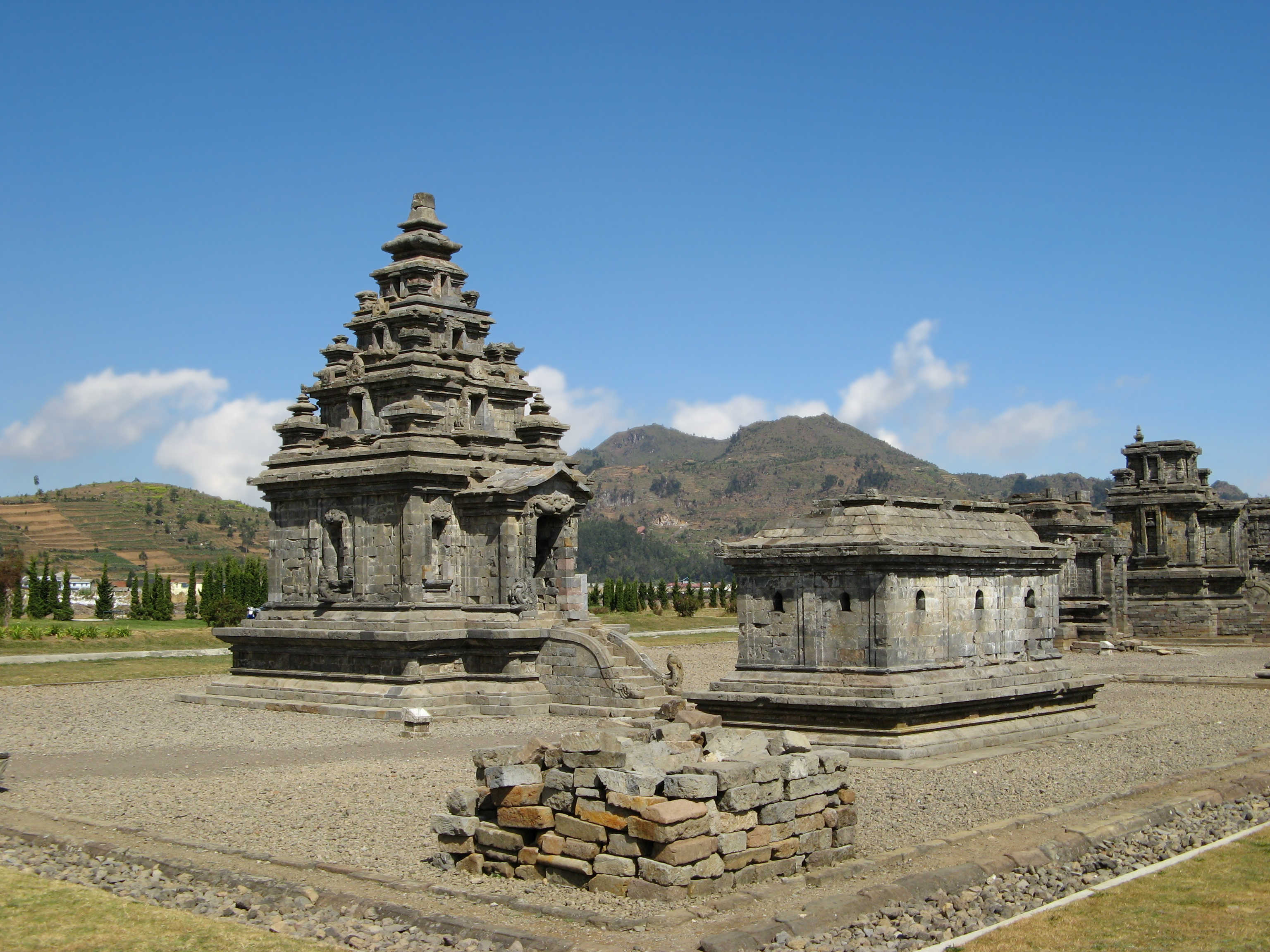
印度尼西亞的阿周那寺廟
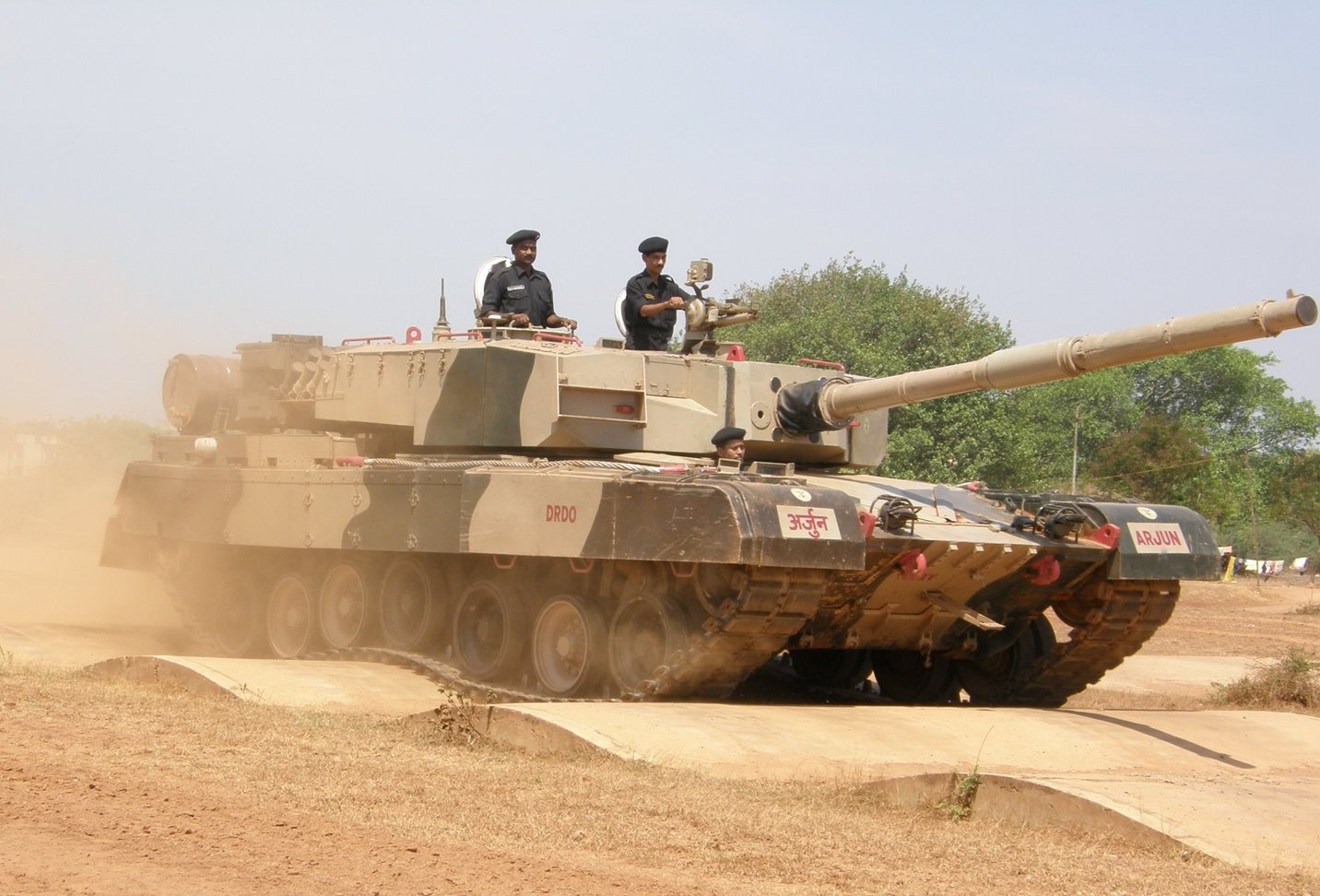
以其為名的阿瓊主戰坦克